# Kámen mudrců

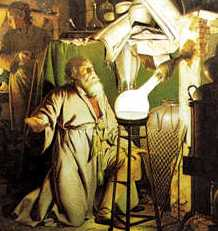
Alchymista – hledání kamene mudrců od Josepha Wrighta z Derby, 1771.

Kámen mudrců (latinsky lapis philosophorum, arabsky ḥajar al-falāsifa) je v alchymii hypotetická látka, která je schopná katalyzovat přeměnu běžných kovů ve zlato. Kámen mudrců rovněž umožňuje vyrobit elixír života (panacea), který má sloužit k omlazení, obnovení životních funkcí zemřelé bytosti a možná i k dosažení nesmrtelnosti. Nalezení této látky bylo jedním z hlavních cílů alchymie.
Kámen mudrců představuje princip transmutace nebo transformace nižšího do vyššího. Symbolizuje dokonalost v její nejlepší podobě, osvícení a nebeskou blaženost. Snahy o objevení kamene mudrců byly známy jako Magnum Opus (Velké dílo). 
Výchozí látkou Velkého díla je pralátka (latinsky materia prima, řecky arché), která znamená prvotní princip světa nebo původní látku, z níž svět povstal a z níž může změnou formy vzniknout nekonečná řada látek a těl. Je také nazývána semenem, chaosem, univerzální substancí. 
Kámen mudrců byl a je oblíbeným tématem literárních a filmových děl. V současnosti se o jeho popularitu postaral knižní bestseller a stejnojmenný film Harry Potter a Kámen mudrců, kde je jeho objev připisován Nicolasi Flamelovi. 

## Vzhled kamene mudrců

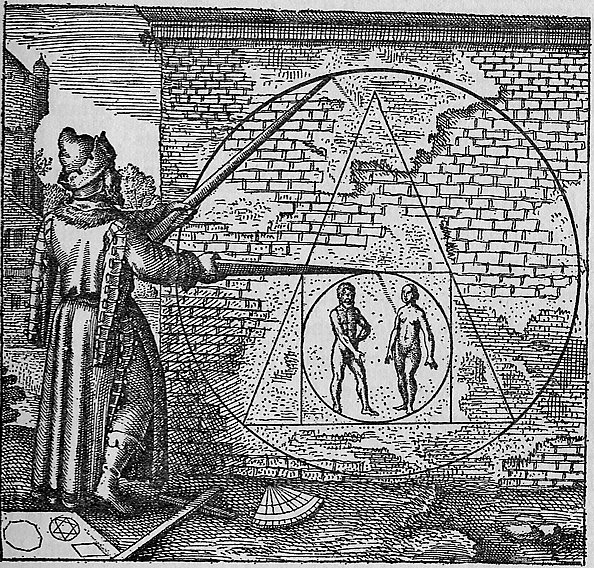
Kámen mudrců, jak je vyobrazen v Atalanta Fugiens

Podle alchymistických textů se kámen mudrců vyskytoval ve dvou variantách:
- červený kámen (za účelem výroby zlata) nebo také zralý červený kámen, rozdrcený na červený prášek
- bílý kámen (za účelem výroby stříbra), méně zralá verze červeného kamene, rozdrcený na bílý prášek

Některé popisy kamene mudrců jsou metaforické a využívají božské spojení ženských a mužských principů. Atalanta Fugiens (také Atalanta Fleeing) je emblémová kniha s alchymistickou tematikou od Michaela Maiera (1568–1622). V ní je kámen mudrců popsán takto:  „Udělej z muže a ženy kruh, pak čtyřúhelník, z toho trojúhelník. Udělej znovu kruh a budeš mít Kámen moudrých. Tak je učiněn kámen, který nemůžeš objevit, dokud se pílí nenaučíš chápat toto geometrické učení.“

## Vnější a vnitřní kámen mudrců
- Vnější alchymie se zabývala především transmutací materiálů za účelem vyrobit nejušlechtilejší kov – zlato. Alchymisté se domnívali, že lze přeměňovat jeden kov na druhý. Ty méně hodnotné rafinovali a obohacovali různými látkami pomocí rozpouštění a dalších chemických metod.
- Vnitřní alchymie se zabývala transmutací mysli.
- Analogicky k vnější a vnitřní alchymii existoval vnější a vnitřní kámen mudrců. Drtivá většina alchymistů, doufajících v bohatství a nesmrtelnost, se věnovala objevení vnějšího kamene mudrců.

## Další názvy kamene mudrců

Kvadratura kruhu – alchymistický symbol pro kámen mudrců. Ilustruje souhru čtyř prvků hmoty a je výsledkem Velkého díla.

- Červený lev, velký elixír, magisterium, červená tinktura (Tinctura rubea), panacea života, medicina metallorum, astrální kámen – různé názvy pro kámen mudrců, který umožňoval vyrobit zlato.
- Bílý lev, bílá tinktura (Tinctura alba), malý elixír nebo magisterium – různé názvy pro kámen mudrců, který umožňoval vyrobit stříbro.
- Quinta essentia – přidáním malého množství této látky k některým obecným kovům bylo možné vyrobit zlato.
- Quinta universum – přidáním malého množství této látky ke všem kovům bylo možné vyrobit zlato.
- Aurum potabile (pitelné zlato) – bylo ve středověku považováno za elixír života (panacea nebo všelék). Byly to lektvary obsahující kámen mudrců s červeným vínem. Měly být účinné jako lék proti jakékoli nemoci a proti stárnutí. Aurum potabile připravoval například známý alchymista Paracelsus destilací alkoholu s plátkovým zlatem po čtyři týdny.
- Vitriol (V.I.T.R.I.O.L.) je zkratka pro formuli popisující alchymistickou transmutaci Visita Inferiora Terrae Rectificando Invenies Occultum Lapidem – Navštiv nitro země, očištěním najdeš skrytý kámen. Skrytým kamenem je zde míněn kámen mudrců představující cíl alchymistické práce. Tato substance je schopna proměňovat kovy, omlazovat i léčit. Kámen měl být výsledkem složitých operací s látkou, při kterých mělo dojít ke splynutí protikladů. Proto bývá někdy symbolicky znázorňován jako hermafrodit. Splynutí protikladů mělo být výsledkem procesů, při kterých byla látka rozdělována, očišťována a následně opět míchána a rozpouštěna.
- Arbor philosophica (strom filosofů, mudrců) představuje rozvětvenou strukturu, která podle alchymistů vzniká krystalizací dusičnanu stříbrného smíchaného se rtutí. Tento pojem také někdy znázorňuje dvanáct hlavních alchymistických operací.

## Původ alchymie

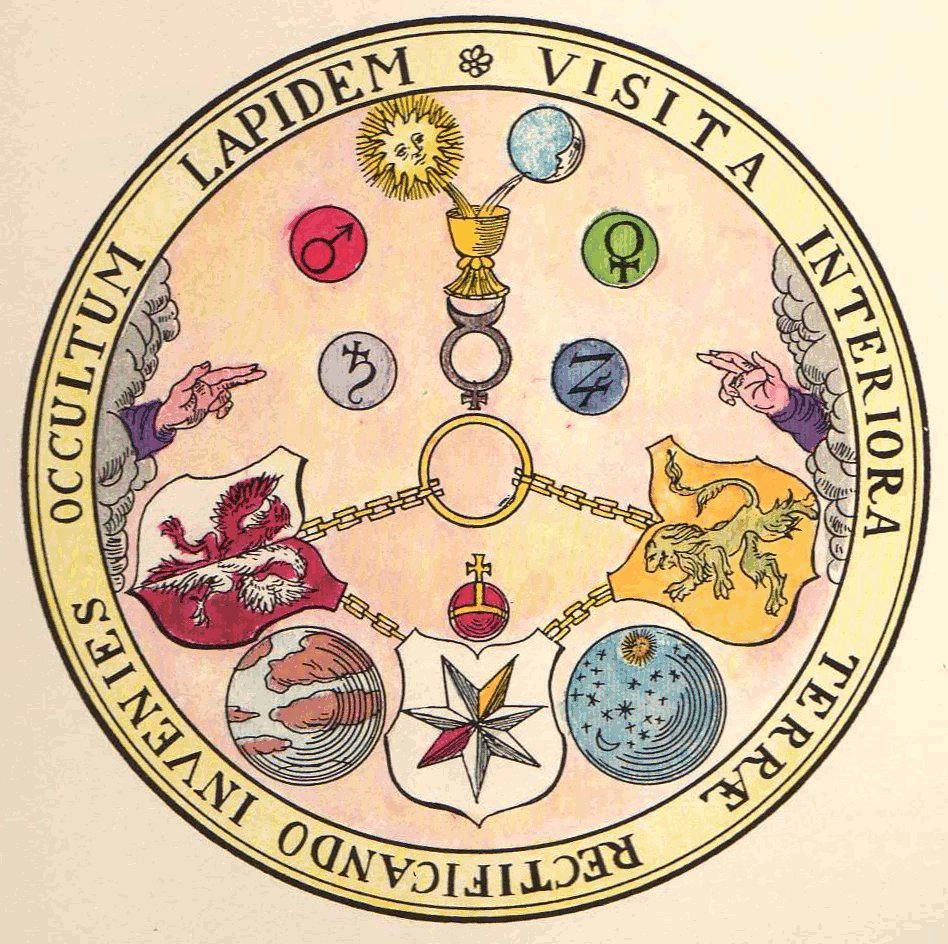
Rosenkruciánský výklad Smaragdové desky

Původ alchymie a hledání kamene mudrců lze nalézt v Egyptě, Řecku, starověkém Orientu, Číně a Indii. Myšlenka omlazení pochází z Číny a přeměna obyčejných kovů na vzácné kovy (zlato nebo stříbro) je z arabské alchymie 8. století. 
- Za prvopočátek alchymie je považováno objevení Smaragdové desky (latinsky Tabula Smaragdina), která je obvykle připisována Hermu Trismegistovi (řecké jméno egyptského boha Thovta). Text Smaragdové desky se skládá z několika vět (zásad, pravd), přičemž nejčastěji je citována první věta: „To, co jest dole, jest jako to, co jest nahoře a to, co jest nahoře, jest jako to, co jest dole“, což má znázornit spojení materiálního a duchovního světa, vztah mezi mikrokosmem a makrokosmem.

Symboly používané starověkými filozofy: 1 – oheň, 2 – země, 3 – voda, 4 – vzduch

- Za otce arabské alchymie je považován Jabir ibn Hayyan (latinsky Geber), který analyzoval čtyři základní prvky (oheň, země, voda, vzduch) a určil čtyři jejich základní vlastnosti (horko, chlad, sucho, vlhko). Oheň je suchý a horký, země studená a suchá, voda studená a mokrá a vzduch horký a vlhký. Dále teoretizoval, že všechny kovy jsou kombinací těchto čtyř principů. Podle těchto předpokladů by přeměna jedné látky na jinou byla možná přeskupením těchto vlastností. Tato změna by byla zprostředkována látkou, která je v arabštině zvaná al-iksir.

Taoismus – symbol dvojice protikladů jin a jang s osmi hexagramy

- V Číně byla alchymie součástí náboženského taoismu, který říká, že základní silou vesmíru je tao, pralátka vesmíru, jeho prapříčina. Taoisté ve své filozofii rozvinuli jednu z významných myšlenek čínské filozofie – myšlenku o vzájemném propojení přírodního řádu a lidského života.

- Podle židovské mystiky Kabaly je kámen mudrců břemeno zatěžující lidi obdařené vědomostmi. Obdobně říkáme kámen úrazu, přitom se nejedná o žádný minerál. Patrně si už starověcí myslitelé všimli, že osoba podrobně obeznámená s problematikou práce, kterou vykonává, postupuje méně lehkovážně než osoba, která o dané problematice nic neví. Kámen mudrců je tak vlastně pro vzdělané osoby hendikepem proti nevzdělancům. Přeměnu běžných kovů ve zlato lze opět brát obrazně jako přeměnu bahna nevědomosti ve zlato poznání. Navíc lidé obdařeni moudrostí jsou déle duševně mladí a u mnohých jejich práce zaručuje nesmrtelnost (Archimedes, Newton, Einstein).